# Srațimir, Silistra
Srațimir (în bulgară Срацимир, în română Caraorman) este un sat în comuna Silistra, regiunea Silistra, Dobrogea de Sud, Bulgaria. 
Între anii 1913-1940 a făcut parte din plasa Silistra a județului Durostor, România.

## Demografie
Componența etnică a satului Srațimir
     Turci (1,73%)
     Bulgari (95,5%)
     Nicio identificare (2,76%)
     Altele (0%)
La recensământul din 2011, populația satului Srațimir era de 289 locuitori. Din punct de vedere etnic, majoritatea locuitorilor (95,5%) erau bulgari, cu o minoritate de turci (1,73%). Pentru 2,76% din locuitori nu este cunoscută apartenența etnică.